# Killarney House

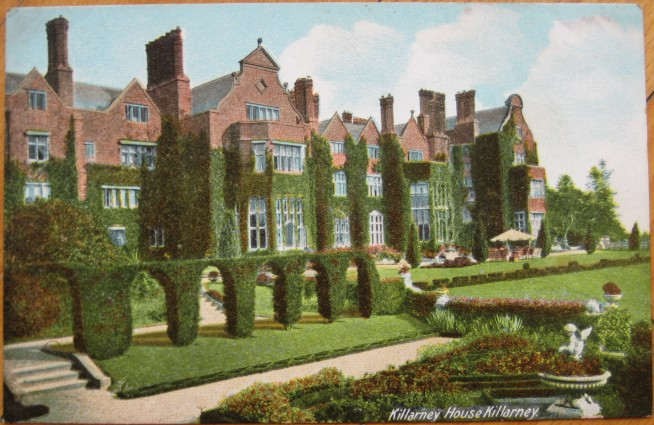
Killarney House

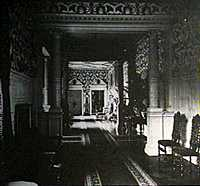
Korridor in Killarney House

Killarney House (irisch Teach Chill Airne) ist ein Landhaus in Killarney im südwestirischen County Kerry. Königin Victoria wählte den Standort für dieses Haus bei ihrem Besuch in Irland im Jahre 1861. Es ersetzte das 1726 gebaute Kenmare House als Sitz der Earls of Kenmare.

## Das erste Killarney House
Valentine Browne, 4. Earl of Kenmare, beschloss den Bau des Hauses 1872 an einem Hang mit Blick auf den Lough Leane. Das alte Landhaus, Kenmare House, wurde abgerissen und ein neues Landhaus in neuelisabethanischem Stil oberhalb des Standortes des alten Hauses errichtet. Die Kosten betrugen deutlich mehr als £ 100.000.
Lady Kenmare (Gertrude Thyme, die Enkelin von Thomas Thynne, 2. Marquess of Bath) soll den Bau dieses Hauses angeregt haben und es wurde von Lord Baths echt elisabethanischen Familiensitz, Longleat House in Wiltshire (erbaut aus roten Ziegelsteinen), inspiriert, aber es war nicht ungewöhnlich für Abkömmlinge elisabethanischer oder jakobinischer Siedler in Irland, ihr vergleichbares „Alter“ in dieser Zeit durch den Bau jakobinischer Häuser geltend zu machen. Der Architekt war George Devey, aber, laut Jeremy Williams „(…) fehlte dieses Gefühl, über die Jahrhunderte aufgebaut worden zu sein, das Deveys Arbeiten von anderen unterschied, hier vollkommen, teilweise, weil die Arbeiten von W. H. Lynn (dem Architekten aus Belfast) in seiner unbarmherzigsten [Weise] überwacht wurden, (…). Die äußerste, westliche Lodge, mit Giebeln und Galerien versehen, (das bis heute erhalten ist) [ist] Devey in seiner entzückendsten Art.“
Das Haus schaute, zusätzlich zu seinen anderen Unzulänglichkeiten, nicht gut in der Landschaft aus, da es viele Giebel und Erker hatte. Das Innere war holzverkleidet und mit spanischem Leder behängt. Das Haus galt als das schönste in Irland. Leider brannte es zweimal aus – einmal 1879, kurz nach seiner Fertigstellung und nochmals und endgültig im August 1913 – es wurde nie wieder aufgebaut. Stattdessen entschied Valantine Browne, 5. Earl of Kenmare, die nahegelegenen Stallungen des alten Kenmare House für die Familie zu nutzen und dieses neue Haus wiederum „Kenmare House“ zu nennen.

## Knockreer House
1956 ließ Mrs Beatrice Grosvenor (CBE, 1915–1985), Nichte von Gerald Ralph Desmond Browne, 7. Earl of Kenmare (1896–1952), und Enkelin des Duke of Westminster, Knockreer House (irisch Teach Chnoc Rír) an der Stelle des ersten Killarney House erbauen. Das Haus wurde von Mrs Grosvenors Vetter, Francis Pollen (1926–1987) entworfen. Knockreer House und das umgebende Land, ursprünglich Teil des Anwesens Kenmare der Earls of Kenmare, wurden von Mrs Grosvenor später zur Gestaltung als Killarney-Nationalpark gestiftet.

## Das zweite Killarney House
Ebenfalls 1956 verkaufte Mrs Grosvenor das zweite Kenmare House zusammen mit 100 km² Grund an ein US-amerikanisches Syndikat, das es wiederum 1959 an John McShain (1898–1989), einen US-amerikanischen Generalbauunternehmer, weiterverkaufte. Er und seine Gattin, Mary J. Horstmann (1907–1998) ließen das Gebäude umfassend renovieren und benannten es in “Killarney House” um. 1978 verkaufte Mrs McShain Killarney House und den größten Teil des umgebenden Anwesens um einen damals deutlich unter dem Marktwert liegenden Preis an den irischen Staat, nachdem man ihr versichert hatte, dass Haus und Anwesen in den Killarney-Nationalpark integriert würden. Mr und Mrs McShain behielten sich das Haus und ein zugehöriges, 20,8 Hektar großes Grundstück für ihren Eigengebrauch auf Lebenszeit. Mr McShain verstarb 1989 und Mrs McShain lebte im Haus bis zu ihrem Tod 1998; dann fielen Haus und Grundstück an den irischen Staat. Nachdem das Gebäude etliche Jahre leer stand, verfiel es. Im Juli 2011 kündigte daher Leo Varadkar, seinerzeit der irische Minister für Transport, Tourismus und Sport, eine € 7 Mio. teure Restaurierung des Landhauses an. Nach Abschluss der Restaurierungsarbeiten wurde Killarney House am 3. April 2016 öffentlich zugänglich gemacht.